# Electro
Electro (jinak též Electro-Funk či Contemporary Electro) je styl post-disco elektronické hudby ovlivněný použitím bicího modulu Roland TR-808 a funkem. Tento styl zaznamenal obrovský rozmach v 80. letech a polovině, později se rozvětvil a rozvíjel do dalších hudebních směrů, jako např. Freestyle, Miami Bass, Electro Bass, Breakbeat atd. Styl electro je též charakteristický využitím elektronických zařízení typu vocoder, aj.

## Historie
Electro je ostře vyhraněný styl hudby, jemuž dala vzniknout německá skupina Kraftwerk, která stála u zrodu moderní elektronické hudby vůbec. Opravdový rozmach ale nastal v 80. letech, kdy electro vystřídalo disco v pop music, dalo vzniknout styl Detroit techno (nebo Classic Techno), ze kterého potom vznikla dnes známá a bohatá větev techno a určila nový směr, jakým se celá 80. léta ubíral Hip Hop.
To vše hlavně díky nové generaci syntetizérů a bicích automatů, které byly oproti dřívějším elektronickým nástrojům mnohem vhodnější pro produkci živé hudby (Plug-n-Play (zapoj a hraj)). Mezi nejznámější nástroje patří zajisté bicí modul Roland TR 808 a syntetizér Jupiter 8. Electro se prolíná v obou hlavních větvích dnešní elektronické hudby, tj. Breakbeat a Techno. Electro je tak variabilní a experimentální a v neposlední řadě i universální, že je možné ho skloubit s jakýmkoli jiným hudebním stylem.
V dnešní době jsou známé tzv. původní a základní proudy, jako jsou například Classic Electro (tzv. 808 beat), Electro-Hop (Hip Hop 80. léta), Electro-bass (Melodičtější Miami Bass), Detroit Techno (Electro-Techno), Freestyle (základ klasického electra s latinským nádechem a ženským zpěvem) a Nu-Electro (Industrial-Electro). Dále lze najít různé kombinace jako electro-metal, electro-trance apod.

## Charakteristika
Electro je styl elektronické hudby rozšířený po celém světě. Avšak jeho sláva už není taková, jako tomu bylo v 80. a na přelomu 90. letech. Je to převážně styl držící se dnes v undergroundu. Jeden z mála hudebních stylů, které zůstaly v klubech. Klasické electro jak ho známe z 80. let tvoří bicí automaty, syntetizéry a 808 beat (klasický 808 beat je slyšet v Planet Rock). To vše mohlo být doplněno zpěvem, rapem a nebo robotickým hlasem známým jako vocoder.
Mezi interprety tohoto stylu jsou nejvíce oblíbeny bicí moduly Roland TR-808 díky specifickému dunivému zvuku kick drum (velkého bubnu, tzv. kopáku). K nástrojovému (technickému) vybavení patří: Roland TR-808, syntetizér s klaviaturou a modulátor hlasu, neboli vocoder (oblíbené jsou např. modulátory značky Korg). Co se týče programnosti skladeb, škála je opravdu pestrá. Hodně oblíbeným tématem byla již od zrodu tohoto směru science fiction, roboti, vesmír. Hip Hop do electra vnesl i vážnější témata, ale nejčastějšími byla stále ta samá jako v 70. letech jako tanec, zábava, ženy a breakdance.
Interpreti Detroit Techno a Miami Bass z Floridy se zase zaobírali zkoumáním zvuků a v hávu sci-fi s vědeckým nádechem rozebíraly ve svých textech a tématech hudbu, kterou sami dělali. Jedním z novějších témat, které přišlo ve větší míře s vlnou Nu-Electra, jsou apokalyptické vize o vyhlazení lidstva a různých katastrofách kosmického i technologického původu. Kraftwerk se například od začátku zaobírá reálnou vědou a technikou.

## Přehled interpretů
První známou skupinou, která má na rozvoji tohoto stylu velkou zásluhu, jsou Němečtí Kraftwerk, skupina založená absolventy konzervatoře Florianem Schneiderem a Ralfem Hütterem v roce 1971. Za jednu z prvních electro skladeb, je v roce 1977 považován jejich Trans-Europe Express a kolem roku 1980 v USA jsou za pionýry tohoto stylu označováni Jonzun Crew, Arthur Baker a Dave Storrs z New Yorku. Jonzun Crew je autorem legendárních skladeb Pack Jam, Space Is The Place nebo We Are The Jonzun Crew.
Arthur Baker s Afrikou Bambaatou aranžují podklad a melodii z Trans Europe Express a bubny z další skladby od Kraftwerk, Numbers do tvrdšího zvuku TR808, prokládaným klasickými elektronickými cowbelly a údery syntetizéru Moog a vzniká legendární Planet Rock v roce 1982. Zapříčinili tak vznik Electro-funku v New Yorku. Tam se v této době také nachází Dave Storrs, přezdívaný mimozemšťan. Nahrává spolu s raperem Ice-T legendární věci jako Coldest Rap, Reckless, Tibetan Jam a Speed, nebo s Kid Frostem vydává 12palcové vinyly Terminator, Rough Cut a Commando Rock. Taky nesmíme zapomenout na Harolda Faltermeyera s jeho hitem Axel F.
Roku 1983 také stojí za zmínku Newyorský hudebník Hashim, což je pseudonym zpěváka Jerryho Calliste Jr, který se proslavil 12palcovým vinylem Soul (Al-Naafyish) na labelu Cutting Records. Za zmínku dále stojí lidé jako Man-Parish se skladbou Boogie Down Bronx, Hip-Hop Bee-Bop nebo Grandmaster Flash a Grandmaster Melle Mel. Poté se na scéně v roce 1985 objevuje Kurtis Mantronik a MC Tee, známý jako Mantronix, který už se pozvolna odděluje od electra a dělá tzv. Hardcore Hip-Hop.
Na západě je electro mecca přímo ve městě andělů, Los Angeles. Scéna je tu mnohem bohatší než v New Yorku a nejvíce známých, zásadních a klasických electro melodií vzniklo právě tady. Tady z electra vzniká electro-hop, kdy je podklad stejný jako Classic Electro, ale je doplněn rapem. Mezi nejznámější představitele patří Greg Broussard, známý jako Egyptian Lover, autor hitů My Beat Goes Boom, Egypt Egypt, You're So Fine nebo Girls. Dále tu jsou World Class Wreckin' Cru, tvořeni Grandmasterem Lonzem, Dr. Dre, DJ Yella, MC Shakespeare, Cli-N-Tel a Mona Lisa, autoři skladeb Records Turntables, Juice nebo He's Bionic. Koncem 80. let se rozpadli a Dr. Dre a DJ Yella zakládají skupinu N.W.A společně s novým stylem Gangsta Rap.
Dále je tu například The Unknown DJ, který ke konci 80. let zakládá skupinu X-Men a dělají skladby tak, aby zněly jako Kraftwerk. Dalším hodně známým člověkem tu je Arabian Prince, který se pak jako Professor X přidá k X-Men a nakonec odchází do N.W.A. Nejzajímavější na tom je, že kromě členů World Class Wreckin' Cru tito lidé hrají a koncertují dodnes v žánru electro. Sami svůj styl nazývají West Coast Dance. Na jihu USA pak máme Detroit a Floridu.
V Detroitu je to hlavně zakladatel moderního techna a electro a detroit techno interpret Juan Atkins, schovávající se za řadu pseudonymů (Cybotron, Model 500, Model 600, Audiotech, Channel One), známý hlavně díky skladbě Clear od jeho projektu Cybotron, má také vlastní vydavatelství Metroplex. Dalšími Detroitskými hvězdami jsou stálice electro-techno žánru Aux 88 s nejznámějšími alby Is It Man Or Machine a Xeo-Genetic. V Miami to jsou představitelé Miami Bass a Electro Bass, DJ Debonaire (také spousta pseudonymů, nejznámější Circuit Breaker), Dynamix II nebo mistr ve svém oboru DXJ, o kterém je známo, že má více než 100 vydaných nahrávek celkem, pod různými pseudonymy, aby mohl vydat několik věcí za rok na stejném labelu. jeho nejznámější alter ego jsou Maggotron, Bassmaster Kahn a Maggozulu Two.
V Evropě je electro na hodně vysoké úrovni například v Německu (Dominance Electricity Records, Dynamik Bass System, Supreme.ja, Anthony rother, Berlin Crime Records), Británii (bass Junkie, Mandroid, DMX Krew, Computor Rockers, Datashat) nebo Španělsku (Electronautas, Boris Divider, Uni.Mate, DJ Split, DJ Potas). V České republice je čistým zástupcem žánru electro-experimental Moimir Papalescu (Magnetik), Midi lidi, electro bass Dynamixx Prince (Hitachi II, ex-Cosmic Crew) Electro housový mág Jack Fuller a electro-freestyle v Cosmic Crew, MC Electro Mastermind (electro/freestyle)

## Hudebníci
| - Afrika Bambaataa - AlgoRythmiK - Aux 88 - Anthony Rother - Arabian Prince - Arpanet - Arthur Baker - Cosmic Crew - Cybotron - Cylob - Davy DMX - DMX Krew - Dopplereffekt - Drexciya - Dynamix II - Egyptian Lover - Flying Steps - Freeze - Hashim Music - Imatran Voima - I-F | - Jackal & Hyde - Jonzun Crew - Kraftwerk - LA Dream Team - Maggotron - Mandroid - Man Parrish - Mantronix - Michael Jonzun - GremWiser - Juan Atkins - Mr Velcro Fastener - Music Instructor - Newcleus - Planet Patrol - Scape One - Volsoc - World Class Wreckin' Cru |